# Amethysphaerion nigripes
Amethysphaerion nigripes är en skalbaggsart som beskrevs av Martins och Monné 1975. Amethysphaerion nigripes ingår i släktet Amethysphaerion och familjen långhorningar. Inga underarter finns listade i Catalogue of Life.